# Julia Russell
Pour les articles homonymes, voir Russell.
Julia Russell, née le 22 avril 1975, est une nageuse sud-africaine.

## Carrière
Julia Russell remporte aux Jeux africains de 1995 à Harare deux médailles d'argent, sur 100 et 200 mètres brasse puis participe aux Jeux olympiques d'été de 1996 à Atlanta sans atteindre de finale.
Aux Championnats du monde de natation en petit bassin 1999 à Hong Kong, elle termine cinquième de la finale du 50 mètres brasse, sixième de la finale du relais 4 x 100 mètres nage libre et septième de la finale du 100 mètres quatre nages.
Elle a étudié à l'université du Nebraska à Lincoln.